# Selaginella lyallii
Selaginella lyallii là một loài dương xỉ trong họ Selaginellaceae. Loài này được Hook. & Grev. Spring mô tả khoa học đầu tiên năm 1841.

## Hình ảnh

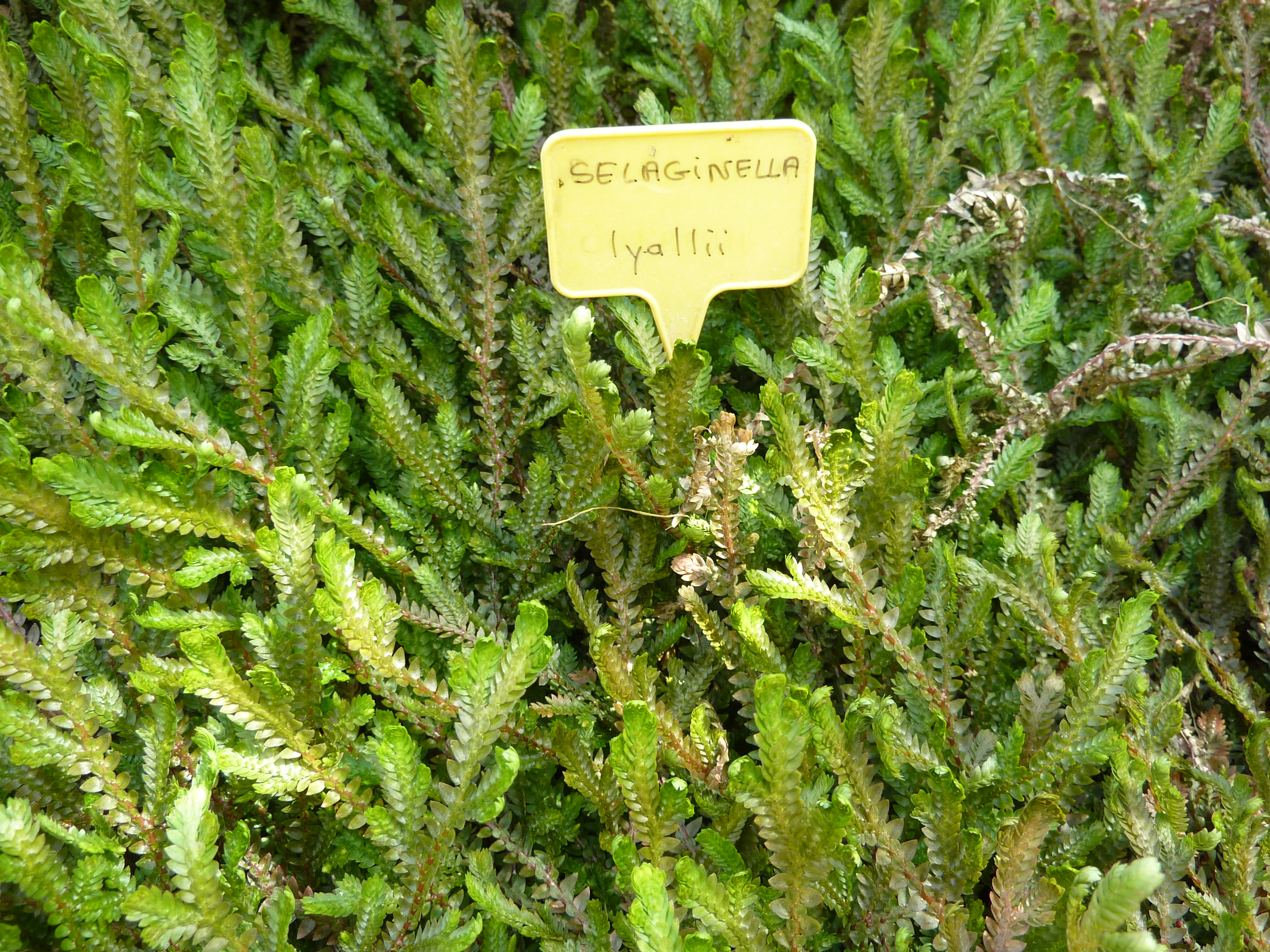